# 共和国广场 (贝尔格莱德)

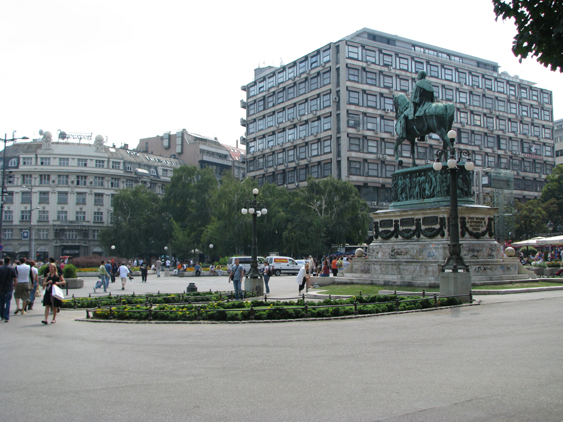
米哈伊洛大公雕像与共和国广场

共和国广场，位于塞尔维亚首都贝尔格莱德市，为该市主要的城市广场之一。贝尔格莱德市的数个公共建筑，如塞尔维亚国家博物馆、贝尔格莱德国家剧院、米哈伊洛大公雕像，均位于广场周边地区。